# مارتن بيسي
مارتن بيسي (بالإنجليزية: Martin Bisi)‏ هو منتج أسطوانات وكاتب أغاني أمريكي، ولد في 1961.

## وصلات خارجية
- الموقع الرسمي
- مارتن بيسي على موقع ميوزك برينز (الإنجليزية)
- مارتن بيسي على موقع ديسكوغز (الإنجليزية)